# Hoge Weerd
De Hoge Weerd is een woonwijk in Epe in de Nederlandse provincie Gelderland. Er wonen ongeveer 2500 mensen. De wijk wordt voornamelijk bewoond door autochtonen.
De Hoge Weerd ligt in het noorden van het dorp en wordt daardoor ook vaak Epe Noord genoemd. Door de wijk loopt ook een weg die de naam Hoge Weerd draagt. In de wijk bevinden zich twee scholen, genaamd de Hoge Weerd en W.G. v.d. Hulstschool. Ook zijn er een supermarkt en cafetaria, en het sportpark de Wachtelenberg waar de voetbalclub SV Epe en twee tennisclubs spelen. Er bevindt zich verder een wijkgebouw, sportschool, sporthal, een hockeyvereniging en een atletiekvereniging.